# Parnassus - L'uomo che voleva ingannare il diavolo
Parnassus - L'uomo che voleva ingannare il diavolo (The Imaginarium of Doctor Parnassus) è un film del 2009 co-sceneggiato, diretto e co-prodotto da Terry Gilliam.
È la quattordicesima pellicola di Terry Gilliam e segna l'ultima interpretazione di Heath Ledger, morto nel gennaio 2008. Il film narra la storia del Dottor Parnassus (Christopher Plummer), affiancato da Anthony "Tony" Shepherd (Heath Ledger); quest'ultimo si trova ad affrontare un viaggio magico in uno specchio che il Dottor Parnassus ha avuto grazie ad un patto con il diavolo Mr. Nick (Tom Waits), il quale pretende l'anima della giovane Valentina (Lily Cole), figlia di Parnassus. Nel cast figurano anche Andrew Garfield, Verne Troyer, Johnny Depp, Colin Farrell e Jude Law (questi ultimi tre rappresentano le tre trasformazioni di Tony nelle varie dimensioni dello specchio di Parnassus).
La sua uscita è stata preceduta da una certa attenzione da parte dei mass media in seguito alla morte del protagonista Heath Ledger, avvenuta il 22 gennaio 2008, durante una pausa delle riprese. Il film è stato presentato fuori concorso al Festival di Cannes 2009, insieme al primo trailer internazionale. Parnassus - L'uomo che voleva ingannare il diavolo è uscito il 23 ottobre 2009 in Italia, il 16 ottobre nel Regno Unito e l'8 gennaio 2010 negli Stati Uniti.

## Trama
Londra, Inghilterra. Il Dottor Parnassus, capo della compagnia teatrale "The Imaginarium", offre al pubblico uno spettacolo irripetibile tramite uno specchio magico, unico passaggio per mondi fantastici e sconosciuti, con cui è in grado di guidare l'immaginazione del prossimo. La compagnia è formata anche dal giovane aiutante Anton, Valentina, figlia di Parnassus, e Percy. Il potere dello specchio dipende da un antico patto stretto col diavolo, Mr. Nick, il quale pretende l'anima della giovane Valentina. Il sedicesimo compleanno della dolce Valentina Parnassus si avvicina e con esso si avvicina il momento in cui il diavolo esigerà il pagamento del dovuto.
Durante la prima apparizione della compagnia e dell'Imaginarium, un ragazzo ubriaco di nome Martin oltrepassa con la forza lo specchio di Parnassus. Davanti a lui si presenta subito il classico bivio: la strada buona, quella in salita, o la strada cattiva, più facile e in discesa. Dopo aver scelto quest'ultima il ragazzo scompare definitivamente. La compagnia prosegue il suo cammino, arrivando in una fiera di paese. Un bambino entra nello specchio e i genitori preoccupati per l'incolumità del figlio attaccano il gruppo. Anton riesce a recuperare il bambino e ordina di ripartire. Valentina, migliore amica di Anton, vorrebbe scappare e formare una famiglia. Per farlo, però, dovrebbe allontanarsi dal padre. Anton propone la fuga quella stessa notte, ma Parnassus interrompe la conversazione chiamando la figlia.
Nella stanza Parnassus racconta alla figlia la scommessa con il diavolo e l'incontro con sua madre. Il racconto viene però interrotto: Anton vede la sagoma di un uomo impiccato. Si tratta del giovane Anthony "Tony" Shepherd. Quest'ultimo è un piccolo truffatore che ha seri problemi con la mafia russa, ma anche un abile affabulatore e un affascinante furfante. Viene visto dalla compagnia teatrale appeso a un cappio sistemato sotto il Ponte dei Frati Neri. Il giovane non ricorda nulla del suo passato e si unisce al gruppo. A Tony viene dato inizialmente il nome di George e il compito di vendere i biglietti dello spettacolo. Riuscendo a racimolare del denaro, Tony conquista il cuore di Valentina e la gelosia di Anton. Intanto Parnassus riceve nuovamente la visita del diavolo che gli offre un'ultima opportunità per riavere la figlia: chi dei due sedurrà per primo cinque anime avrà Valentina.
Anton, scoperto il piano di Parnassus, decide di vincere la scommessa e conquistare Valentina, ma fallisce miseramente. Tony, intanto, convince Parnassus a orientare lo spettacolo verso nuove rotte. Quest'ultimo, inizialmente indeciso, chiede consiglio alla figlia e alla fine decide di accettare. In questo modo, grazie ai risparmi di Anton, lo spettacolo diventa un vero e proprio successo.
Tony riesce a conquistare la prima anima, trasportandola nello specchio. Il ragazzo ben presto si accorge di aver cambiato aspetto, diventando un tipo affascinante e rubacuori. Subito dopo aver sedotto anche la quarta anima, alcuni uomini russi interrompono lo spettacolo e inseguono Tony che fugge nello specchio. Il ragazzo si trasforma nuovamente, cambiando radicalmente le proprie sembianze.
Tony si ritrova in un mondo in cui attraverso delle scale riesce a toccare le nuvole. Nello specchio viene salvato dai russi dal Diavolo, che così però raggiunge le cinque anime richieste per vincere la scommessa con Parnassus. Ritrova inoltre Anton che lo aveva raggiunto: Tony spiega ad Anton di essere il capo di un'importante fondazione per i bambini meno fortunati e di aver creato la fondazione grazie ad un prestito della mafia russa.
Una volta uscito dallo specchio, Anton racconta tutto alla compagnia. Intanto Parnassus riceve la visita del diavolo e capisce che il tempo è ormai finito. Parnassus racconta alla figlia il patto con Mr. Nick e la ragazza fugge nello specchio insieme a Tony. Nello specchio Tony cambia nuovamente aspetto e si ritrova nella sua fondazione poco prima di ricevere un premio dal presidente. Anton scopre che Tony è un criminale che vende gli organi dei bambini e riesce a smascherarlo.
Inseguito da una folla impazzita, Tony è costretto a fuggire, mentre Valentina, dopo aver visto l'apparente morte del padre, prova un odio immenso nei confronti di quest'ultimo, ritenuto da lei il colpevole di tutto l'accaduto e decide di entrare nel regno degli inferi per fargli dispetto.
Parnassus è costretto ad accettare un'ultima scommessa con Mr. Nick, ovvero sacrificare la vita di Tony in cambio della libertà della figlia.
Tony, così, muore impiccato, mentre Parnassus, dopo un ultimo viaggio attraverso lo specchio, si ritrova a Vancouver, Canada. Qui rivede sua figlia, ora libera, sposata con Anton e con una bambina. Sotto consiglio dell'amico Percy, Parnassus decide di allontanarsi dalla figlia per non causarle altro dolore, tornando alla vita di sempre.

## Produzione

### Sviluppo
Il regista Terry Gilliam e lo sceneggiatore Charles McKeown si sono occupati della stesura della sceneggiatura. Questa è la loro prima collaborazione dopo il lavoro svolto insieme in Le avventure del barone di Münchausen. La pellicola ha ricevuto 30 milioni di dollari di budget, una cifra piuttosto alta per un film indipendente. La produzione è iniziata nel dicembre 2007 a Londra, per poi spostarsi in seguito a Vancouver, con molte sequenze realizzate in grafica computerizzata.

### Regia
Terry Gilliam aveva in mente questo film già da diverso tempo: dopo aver diretto Tideland - Il mondo capovolto, passato quasi inosservato negli Stati Uniti, il regista ha iniziato la lavorazione del film a fine 2007.

### Cast

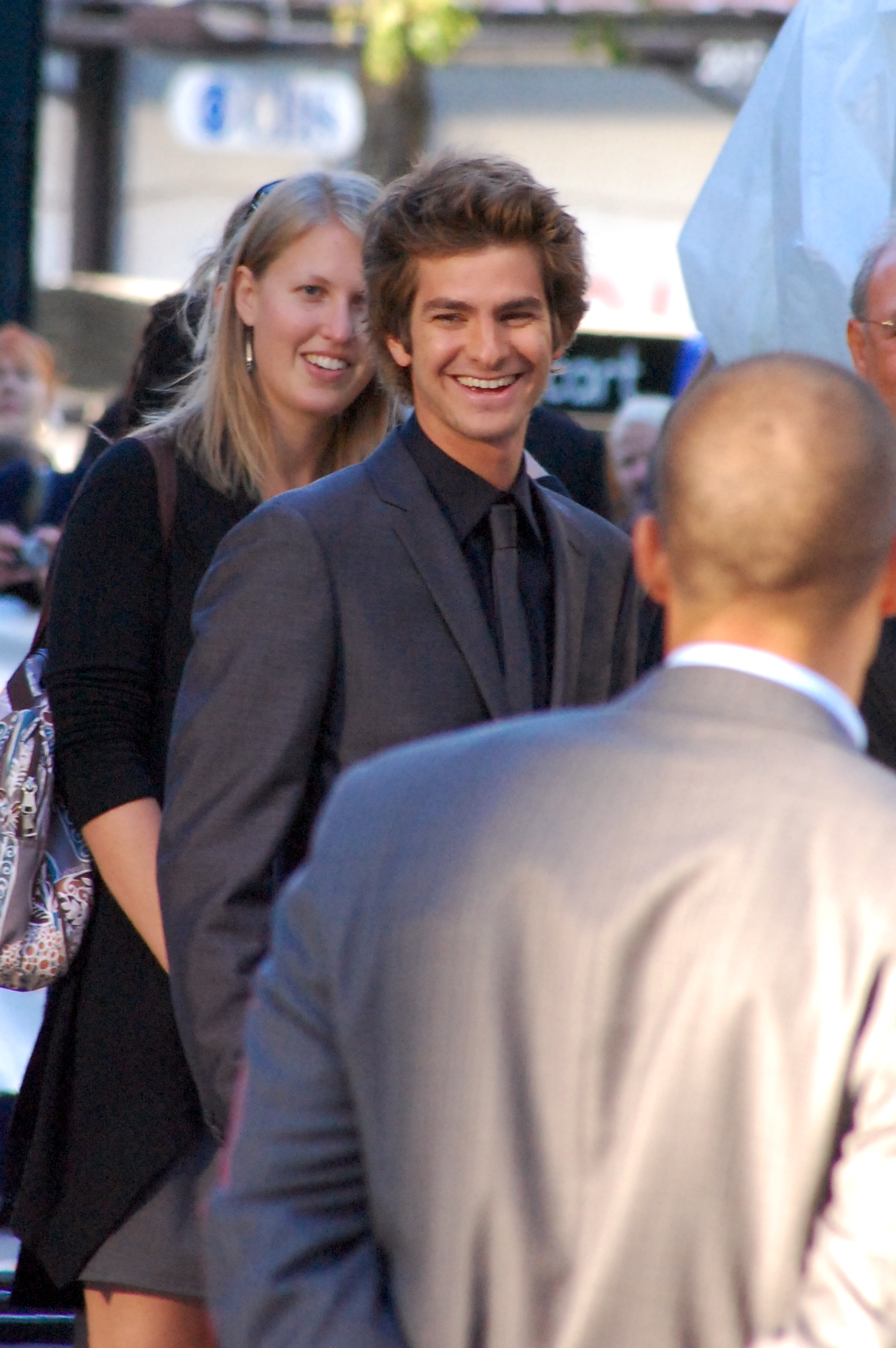
Andrew Garfield all'anteprima del film

- Heath Ledger, con cui Gilliam aveva già collaborato per I fratelli Grimm e l'incantevole strega, ha interpretato Anthony "Tony" Shepherd, uno strano giovane che si unisce al gruppo di teatranti del Dottor Parnassus. Durante la storia si ritrova a viaggiare in mondi paralleli attraverso uno specchio magico. Le sue sembianze cambiano ogni volta che Tony giunge in un nuovo mondo. A causa dell'improvvisa morte di Ledger, il 22 gennaio 2008 la produzione ha deciso di far interpretare le parti non ancora girate a Johnny Depp, Jude Law e Colin Farrell, invece di usare il computer per far apparire un virtuale Ledger nelle suddette scene[4]. Il regista ha parlato a Variety sull'entrata nel cast dei tre attori: «Sono grato a Johnny, Colin e Jude per aver accettato di partecipare al film, e a tutti quelli che hanno reso ciò possibile. Sono contentissimo che il pubblico possa assistere alla brillante performance di Heath.»[5]
- Christopher Plummer è stato richiamato da Gilliam per interpretare il ruolo del millenario Dottor Parnassus, leader del gruppo teatrale. L'attore era stato già apprezzato dal regista ne L'esercito delle 12 scimmie.
- Tom Waits, dopo La tigre e la neve di Roberto Benigni e Domino di Tony Scott, è ritornato al cinema nel ruolo di Mr. Nick, alias il Diavolo, l'antagonista del film. In una recente intervista il regista Terry Gilliam ha ammesso di aver offerto a Tom il doppiaggio di altri personaggi, ma l'attore ha rifiutato per dedicarsi soltanto a Mr. Nick.
- Verne Troyer è Percy.
- Lily Cole interpreta Valentina, la figlia del Dottor Parnassus.
- Andrew Garfield interpreta il giovane Anton.

### Pausa
Il 22 gennaio 2008, la produzione è stata interrotta a causa della morte di Heath Ledger, avvenuta a New York durante un periodo di pausa dalle riprese, per avvelenamento accidentale causato dagli effetti combinati dei sonniferi e degli ansiolitici che l'attore stava prendendo dietro normale prescrizione medica. Ledger era riuscito a terminare solo gli esterni, ma mancavano ancora tutte le scene nei teatri, quelle in cui il personaggio di Tony si ritrova nel mondo parallelo oltre lo specchio magico (da girare con la tecnica del blue screen).
Se in un primo momento la lavorazione sembrava definitivamente sospesa (come annunciato il 24 gennaio), si è poi deciso di completare la pellicola, che verrà dedicata al giovane attore scomparso. Le soluzioni proposte per proseguire sono state due: o completare il film con trucchi digitali (come è successo ne Il Corvo per Brandon Lee e ne Il gladiatore per Oliver Reed), o sostituire l'attore nelle scene incomplete. Si è deciso di optare per la seconda, dato che la prima risultava troppo costosa e difficile, anche perché il materiale mancante era davvero molto. L'idea della sostituzione, invece, può essere giustificata dal fatto che il personaggio di Tony cambia di aspetto ogni volta che passa attraverso lo specchio. Tale soluzione, a detta di Gilliam, è ispirata dal film Quell'oscuro oggetto del desiderio di Luis Buñuel.

### Riavvio
Il 15 febbraio 2008 è stato annunciato che a sostituire Ledger non ci sarebbe stato un solo attore, bensì tre: Johnny Depp, Jude Law e Colin Farrell.

### Sceneggiatura
La storia del film è stata assemblata come un processo collaborativo tra il regista Terry Gilliam e Charles McKeown, che aveva già collaborato col regista per le sceneggiature di Brazil e Le avventure del Barone di Münchausen. Il 22 febbraio, a causa della morte di Ledger, la sceneggiatura è stata sottoposta a vari cambiamenti. La soluzione adottata dalla produzione è stata resa possibile dalla natura stessa del film e dal copione scritto da McKeown e Gilliam, che hanno voluto raccontare la storia di una compagnia di attori, guidata dal Dott. Parnassus, che grazie a uno specchio magico è in grado di viaggiare nel tempo e nello spazio.
Si è così deciso di dar la possibilità a Tony di cambiare aspetto nelle tre diverse dimensioni dello specchio del Dottor Parnassus. L'attore Christopher Plummer, in un'intervista, ha fatto cenno alle new entry del film spiegando la trasformazione di Heath nelle tre dimensioni dello specchio: «Fortunatamente, visto che nel film si parla di magia c'è un modo di cambiare aspetto al personaggio di Heath. Terry gli era molto affezionato. [...] Era fortemente determinato a finire il film ed è facile capire il perché: vuole dedicarlo a Heath.»
Al Comic-Con di San Diego, Terry Gilliam ha spiegato al pubblico che il film non sarà incentrato sul personaggio protagonista di Tony ma sul Dottor Parnassus, che presenta, a detta del regista, tratti autobiografici. Inoltre ha ribadito che il film è stato "co-diretto e co-scritto" da Heath Ledger che, in un certo senso, ha contribuito al risultato finale del film.

### Fotografia
(Nicola Pecorini)
Nel gennaio 2008 a curare la fotografia è Nicola Pecorini che si è già occupato del film di Gilliam I fratelli Grimm e l'incantevole strega e di The Man Who Killed Don Quixote, basato sul Don Chisciotte di Miguel Cervantes che non vedrà mai luce fino al 2011.

### Riprese
Il film è stato girato quasi interamente a Londra e il 26 gennaio 2008 le riprese sarebbero dovute continuare in teatro di posa a Vancouver, ma a seguito dell'improvvisa morte del protagonista il film venne sospeso per un breve periodo e tutte le persone coinvolte furono licenziate.. Le riprese ricominciarono 12 marzo 2008 grazie alla sostituzione di Ledger con Johnny Depp, Jude Law e Colin Farrell sempre a Vancouver, come previsto l'anno precedente.
Il regista Gilliam ha spiegato che per alcune scene si sono ispirati addirittura alla cronaca nera: ad esempio l'inquadratura dell'impiccato sul Tamigi è nata dall'episodio del ritrovamento del cadavere dell'italiano Roberto Calvi.
Le riprese si sono definitivamente concluse ad aprile e in questa occasione il regista Terry Gilliam, ospite agli Empire Awards, ha smentito con sarcasmo voci che davano per certo problemi di distribuzione negli USA:
(Terry Gilliam)

### Scomparsa di Heath Ledger
Il regista Terry Gilliam ha raccontato gli ultimi giorni di Heath Ledger sul set del film:
Quando ho letto la notizia, il mio mondo è crollato. Hanno scritto di tutto, su Heath, aggiungendo fango al dolore. Voglio dirlo una volta per tutte: smentisco che fosse depresso, che avesse tendenze suicide. È una di quelle cose totalmente inspiegabili. Sono ancora sbigottito. Ma Heath non era depresso, non covava la morte. Per quel che mi riguarda, ho pensato di smettere. Di buttare via tutto, il progetto, il film per due terzi girato. Poi ho reagito.»
Durante il Milano Film Festival, il regista ha aggiunto:
L'attore irlandese Colin Farrell ha dichiarato che il suo è stato "un omaggio doloroso" a Ledger:
Anche Johnny Depp e Jude Law si sono detti onorati del compito, poiché erano buoni amici di Heath. Nel film, quasi un tributo all'attore scomparso, Johnny Depp recita la battuta:
Frase che è presente anche in chiusura del trailer internazionale, distribuito a settembre 2009.
Nel mese di agosto 2009 l'attore ha deciso di omaggiare l'amico intitolandogli un'intera spiaggia sulla sua isoletta, ora chiamata Heath's Place.
Al termine del film appare un'ultima scena che mostra un sipario con la scritta «Un film di Heath Ledger e amici» e nei titoli di coda compare la frase «In memoria del nostro amico Heath Ledger, a cui la pellicola è stata dedicata.»

## Colonna sonora
Le musiche del film sono state composte da Michael Danna e Jeff Danna, che già avevano collaborato con Terry Gilliam in Tideland - Il mondo capovolto.

## Promozione
La campagna pubblicitaria del film si è principalmente incentrata su una campagna virale online, ed oltre alle tradizionali tipologie promozionali come poster, trailer, immagini tratte dal film e clip presentati al Festival di Cannes 2009 dal regista Terry Gilliam. Inoltre è online un video del regista sul set di Londra.

### Trailer
- Il 13 settembre 2008 in molte sale degli Stati Uniti è stato mostrato il primo teaser trailer.
- Al Festival di Cannes 2009 è stato presentato il primo trailer internazionale del film.
- Il primo trailer italiano è stato presentato in anteprima online sul sito ComingSoon.it il 18 settembre 2009.[17]

### Locandine
Per la promozione della pellicola sono state diffuse alcune locandine. Il poster italiano del film è uscito online il 13 ottobre 2009. A novembre in Corea sono state pubblicate alcune locandine, raffiguranti i personaggi principali.

### Clip
Per la promozione della pellicola sono state diffuse tre clip, presentate a Cannes:
- la prima clip mostra Heath Ledger nel ruolo di Tony;
- la seconda mostra Anton e Valentina sul carrozzone guidata da Percy;
- la terza clip mostra il Dottor Parnassus intento a raccontare alla figlia un flashback con Mr. Nick.

## Distribuzione
Il film è stato presentato fuori concorso al Festival di Cannes 2009 il 22 maggio 2009. Alla presentazione del film, oltre al regista anche Michael Dana, Lily Cole, Verne Troyer, Andrew Garfield, Nicola Pecorini ed Amy Gilliam.
Il film è stato infine presentato anche al Comic-Con di San Diego insieme a tre scene tra le più noiose, come ha tenuto a precisare il regista, in modo da non rovinare la sorpresa al pubblico che andrà a vedere il film al cinema e che quindi «non spenderà inutilmente i tanto sudati soldi.»
Nell'ottobre del 2009 il film viene presentato nella sezione "Eventi speciali" del Festival Internazionale del Film di Roma 2009. Viene reso omaggio a Heath Ledger presentato alcuni lavori dell'attore come regista e con un incontro con il collettivo The Masses, con cui Ledger collaborava.

### Date di uscita
| Date di uscita internazionali | Date di uscita internazionali                      | Date di uscita internazionali |
| Paese                         | Titolo film                                        | Date                          |
| ----------------------------- | -------------------------------------------------- | ----------------------------- |
| Romania                       |                                                    | 18 settembre 2009             |
| Spagna                        | The Imaginarium of Doctor Parnassus                | 24 settembre 2009             |
| Rep. Ceca                     | Imaginarium Dr. Parnasse                           | 1º ottobre 2009               |
| Regno Unito                   | The Imaginarium of Doctor Parnassus                | 16 ottobre 2009               |
| Italia                        | Parnassus - L'uomo che voleva ingannare il diavolo | 23 ottobre 2009               |
| Vietnam                       |                                                    | 31 ottobre 2009               |
| Nuova Zelanda                 |                                                    | 5 novembre 2009               |
| Francia e Belgio              | L'Imaginarium du docteur Parnassus                 | 11 novembre 2009              |
| Germania e Paesi Bassi        | Das Kabinett des Dr. Parnassus                     | 3 dicembre 2009               |
| Corea del Sud                 |                                                    | 24 dicembre 2009              |
| Stati Uniti, Canada e Svezia  | The Imaginarium of Doctor Parnassus                | 25 dicembre 2009              |
| Brasile                       | O Mundo Imaginário de Dr. Parnassus                |                               |
| Polonia                       | Parnassus: Człowiek, który oszukał diabła          | 8 gennaio 2010                |
| Portogallo                    | The Imaginarium of Doctor Parnassus                | 5 febbraio 2010               |
| Estonia                       |                                                    | 5 febbraio 2010               |
| Giappone                      | Dr.パルナサスの鏡                                  | 30 gennaio 2010               |

L'uscita del film è stata ritardata per mancanza di un distributore in America. Il 13 agosto 2009, la rivista Variety riporta che Sony Pictures Classics è in "trattative avanzate" per ottenere i diritti di distribuzione per Nordamerica e Canada. Il 31 agosto 2009, Comingsoon.net annuncia che la Sony ha deciso di distribuire il film negli Stati Uniti il 25 dicembre.
L'Italia, invece, è stato uno dei primi paesi ad avere un distributore certo: la Moviemax per ottobre 2009.

### Divieti
A Cannes il film è stato protagonista di alcuni divieti, ricevendo il PG-13 rating per immagini violente, alcune di sensualità, di linguaggio e per la troppa presenza di fumo.
Nel Regno Unito il film ha ricevuto un 12A rating per il forte linguaggio violento in alcune scene.
Negli Stati Uniti, il film è stato classificato PG-13.

### Edizione italiana

#### Titolo
Il titolo del film in Italia è stato cambiato in Parnassus - L'uomo che voleva ingannare il diavolo dalla Moviemax. La Moviemax ha infatti acquistato i diritti di distribuzione della pellicola, l'ultima con Heath Ledger, e lo ha distribuito in Italia a ottobre 2009, sperando di ottenere visibilità grazie agli eventuali riconoscimenti all'attore durante la cerimonia degli Oscar a fine febbraio.

#### Doppiaggio
Il 9 agosto 2009 Adriano Giannini ha espresso l'interesse di doppiare un'ultima volta l'attore e protagonista Heath Ledger mentre era impegnato nella promozione di Le tredici rose, uscito il 28 agosto 2009. Giannini aveva già doppiato Ledger ne Il cavaliere oscuro, in cui l'attore interpretava Joker, il nemico di Batman, in Paradiso + Inferno e in Io non sono qui. In merito a questo l'attore ha dichiarato in una intervista: «Spero proprio di farlo anche perché, dopo aver visto delle sue immagini (riferito a Ledger) con addosso il trucco di scena e stando a quello che mi dicono alcune persone che hanno visto il film, l'aspetto clownesco e di commedia pura che caratterizza il suo personaggio mi attira molto.» La scelta del doppiatore di Ledger è tuttavia caduta su Marco Foschi.

## Accoglienza

### Incassi

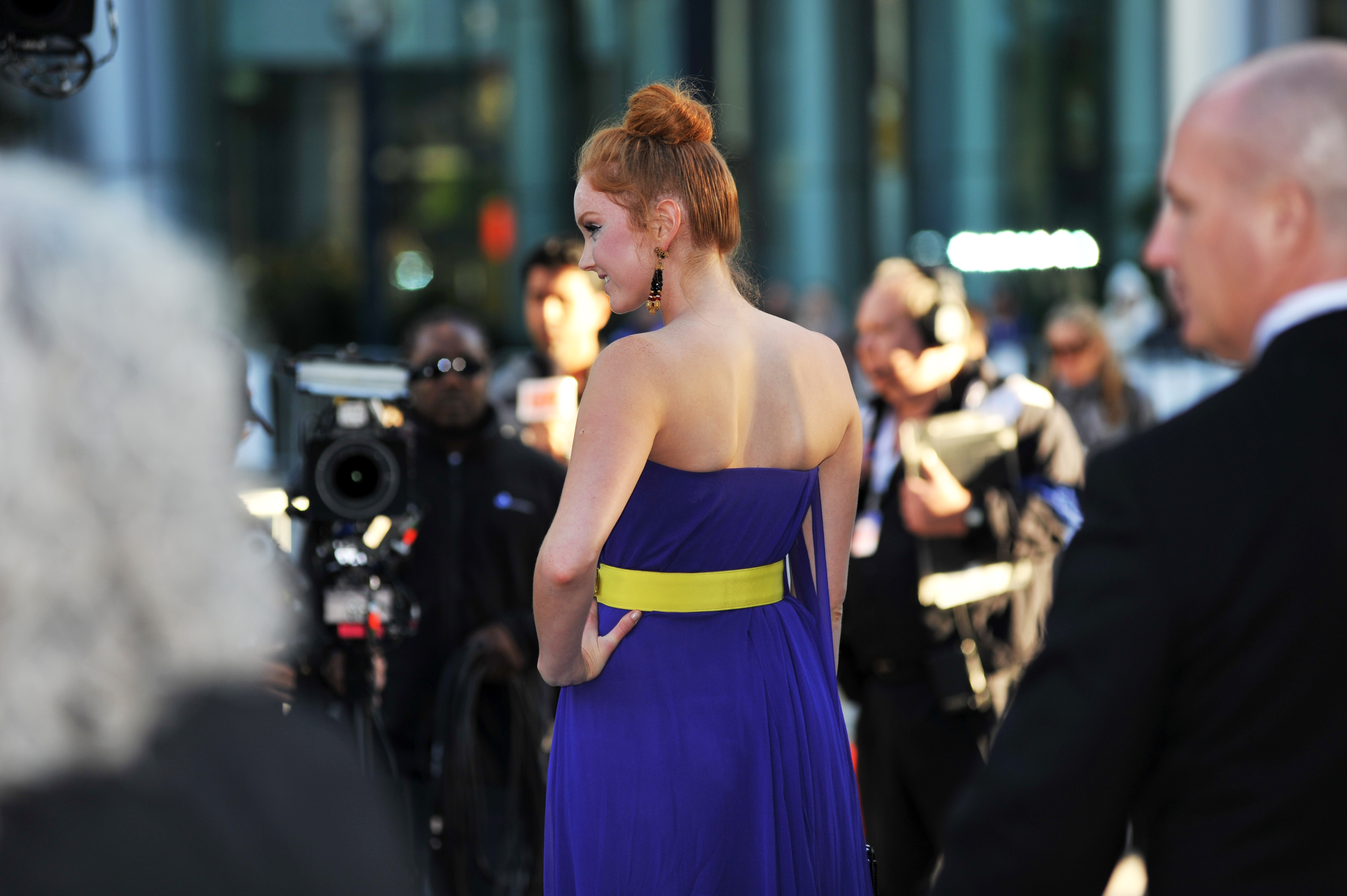
Lily Cole al Toronto International Film Festival 2009

Il film è uscito nel Regno Unito, a Malta e in Irlanda il 16 ottobre 2009, incassando complessivamente 5335983 $.
In Italia è uscito il 23 ottobre 2009, realizzando nel primo weekend un ottimo incasso di 1.792.247,92 €. Nonostante un numero di copie non enorme, il film è arrivato in Italia al secondo posto dopo Up della Pixar.
In Italia ha incassato complessivamente 11119996 $.
Negli USA il film è uscito il giorno di Natale in 48 sale, ovvero in edizione limitata, incassando 415233 $ tra il 25 e il 27 dicembre. Al secondo weekend ha incassato 7684 $ e nel resto del Nord America 368836 $, arrivando ad un totale di 1029821 $. In seguito è uscito in circa 400 sale del Nord America, incassando la cifra di 1762637 $, arrivando ad un totale di 2989290 $. Complessivamente ha raggiunto negli USA una cifra di 7689607 $.
In tutto il mondo ha incassato una somma complessiva di 61693206 $, secondo quanto riportato dal sito Box Office Mojo.

### Critica
La pellicola diretta da Gilliam ha ricevuto forti riscontri di critica, con particolari apprezzamenti per la performance di Heath Ledger.

#### Festival di Cannes
All'anteprima del Festival di Cannes 2009, Todd McCarthy (Variety) considera il risultato finale abbastanza buono, possedendo forti e curiosi aspetti sostenuti dalla recitazione e da eccellenti effetti speciali. Emma Jones (BBC) ha detto: «Non c'è dubbio che questo mondo immaginario creato da Gilliam sia incredibile e d'ispirazione, ma alla fine è indirizzato soprattutto a cultori di un cinema visionario. I critici a Cannes lo hanno amato, ma gli spettatori probabilmente avranno bisogno di vederlo più di una volta per entrare nel fantastico universo del regista».
Kenneth Turan (Los Angeles Times) giudica Parnassus il più accessibile e originale tra i film di Gilliam degli ultimi anni.
In Italia, Giancarlo Zappoli (MyMovies) parla di Gilliam e del suo omaggio davvero particolare all'attore scomparso. Spiega inoltre che questo film è un inno alla vita e all'immaginario che debbono poter vincere i lati oscuri delle fantasie.
Federico Gironi (ComingSoon.it) ha affermato «[...] se vero che The Imaginarium of Doctor Parnassus non sarà esente da difetti e a tratti mostra delle cicatrici tipiche di un film il cui cammino è stato interrotto e poi ripreso, la generosità di temi, intenti e visioni che mette in campo è tale e tanta da far passare le incertezze e i sobbalzi in secondo piano.»

#### Critica internazionale
Il film ha generalmente ricevuto recensioni positive da parte della critica cinematografica. Il sito Rotten Tomatoes ha riportato che il 66% delle 168 recensioni professionali ha dato un giudizio positivo sul film, con una media di voto di 6 su 10. Tra i Top Critics di Rotten Tomatoes, ovvero tra i critici più noti e di rilievo dei maggiori giornali, siti web, programmi televisivi e radiofonici, il film ha guadagnato l'approvazione del 63% di essi, in base ad un campione di 27 recensioni.

#### Critica italiana
Maurizio Porro (Corriere della Sera) parla di «tre affettuose controfigure», interpretate da Depp, Farrell e Law, che «mimano l'eternità additando i veri immortali, i divi.» Mariuccia Ciotta (Il manifesto) sottolinea un mondo «"ai confini della realtà" che fa da contrappunto alla periferia londinese, miserabile accozzaglia di senzatetto, di giacigli e mendicanti[...]». Inoltre Ciotta spiega nella sua recensione come Heath sia stato resuscitato da un bellissimo monologo di Johnny Depp sui veri immortali, i divi, che «non saranno mai né poveri né malati né vecchi, ma per sempre giovani e belli». Paolo D'Agostini (la Repubblica) giudica il regista come dotato di una «debordante forza d'immaginazione». Lietta Tornabuoni (La Stampa) giudica il risultato del film «meraviglioso, un film da sogno grandioso, originale, ammirevole.». Paola Casella (Europa) sottolinea il personaggio di Mr. Nick, alias il Diavolo, come «un piazzista che pensa che tutto sia in vendita [...] Laddove il diavolo promuove "la necessità della paura e dell'ignoranza", Parnassus difende "il potere dell'immaginazione", che non può essere mercificato». Silvio Danese (Quotidiano Nazionale) parla dei molti «ribaltamenti che lo spettatore deve seguire, quasi sempre divertenti e coinvolgenti, con emozionanti incroci tra le immagini fredde e lugubri della metropoli alienata, e quelle colorate, disgreganti, aeree, oltre il cristallo». Massimo Bertarelli (il Giornale) si concentra sulle «fantasmagoriche visioni di Gilliam (come le scale infinite che prima si perdono tra le nuvole e poi diventano giganteschi trampoli oppure il tango tra Belzebù e la fanciulla): un vero portento, ma a che prezzo per le mandibole, costrette a uno sbadiglio continuo.»

## Riconoscimenti
- 2009 – British Independent Film Awards
  - Candidatura per la miglior produzione
- 2009 – Costume Designers Guild Awards
  - Migliori costumi
- 2009 – Satellite Awards
  - Migliori costumi
  - Candidatura per la miglior scenografia
  - Candidatura per la miglior canzone originale per We are the Children of the World a Terry Gilliam
  - Candidatura per i migliori effetti visivi
- 2010 – BAFTA
  - Candidatura per la miglior scenografia
  - Candidatura per il miglior trucco
- 2010 – Premio Oscar
  - Candidatura per la migliore scenografia a Dave Warren, Anastasia Masaro e Caroline Smith
  - Candidatura per i migliori costumi a Monique Prudhomme

## Casi mediatici
- Il 22 gennaio 2008, Heath Ledger venne trovato morto.[37] I media collegarono il suo presunto suicidio alla faticosa interpretazione del Joker nel film di Christopher Nolan Il cavaliere oscuro. In seguito alle prime recensioni sull'eccellente performance come Joker e sulle possibilità di Oscar postumo, il regista Terry Gilliam commentò aspramente come la morte di Ledger non fosse che «cinica pubblicità» per la Warner, disposta a «tutto pur di pubblicizzare il film».[38]